# Liste der Straßen in Bad Honnef
Die folgende Liste enthält Straßen und Plätze auf dem Gebiet der Stadt Bad Honnef im nordrhein-westfälischen Rhein-Sieg-Kreis. Der Stadtbezirk Aegidienberg wird in dieser Liste nicht behandelt. Offizielle Straßennamen mit Hausnummern wurden in Honnef ab 1872 eingeführt.:56
| Straße                        | Jahr der Anlage; Ersterwähnung/ -benennung | Namensherkunft | Frühere Namen Anmerkungen |
| ----------------------------- | ------------------------------------------ | --- | --- |
| Afelspfad                     | 1952                                       | | Ab 1951 bebaut.:122 |
| Alexander-von-Humboldt-Straße | 1932:58                                    | Alexander von Humboldt (1769–1859), deutscher Naturforscher, prägte für die Stadt den Beinamen „Rheinisches Nizza“                                                                     | Angelegt als Mittelstück einer vom Stadtplaner Karl Henrici angedachten Umgehungsstraße. 1960 ausgebaut.:123 |
| Am Bierenbonnen               |                                            | Gewann-Name („Birnbaumbrunnen“ oder „Bärinbrunnen“):143 | Bis 1960 Selhofer Straße. |
| Am Buchebonne                 |                                            | „Born“ (=Brunnen), übermauerte Quellfassung:14 | |
| Am Domstein                   | 1963                                       | Steinbruch („Domkaule“) am Drachenfels:30 f.:8 f. | |
| Am Erlenhof                   | 1950                                       | Flurname „Erlenhof“:127 | |
| Am Feuerschlößchen            | 1952                                       | Feuerschlößchen | |
| Am Hauborn                    | 1960                                       | Gewann-Name („Laufbrunnen am Holzschlag, gefällter Waldschlag“):143 | |
| Am Honnefer Kreuz             |                                            | Honnefer Kreuz, 1959–61 errichtetes Brückenbauwerk als Anschlussstelle der Bundesstraße 42                                                                                             | Bis 1963 Bahnhofstraße und Lohfelder Straße. |
| Am Kirchweg                   | 1958                                       | | |
| Am Kreizekranz                | 1953:128                                   | Flurname:128 | |
| Am Reichenberg                | 1950er Jahre:122                           | Reichenberger Höhe, Randanhöhe des Siebengebirges | |
| Am Saynschen Hof              | 1974/1975                                  | | 1974/75 anstelle des früheren „Dells Gässchens“ neu- bzw. ausgebaut unter Abbruch der Häuser Kirchstraße 14–18 und Linzer Straße 8–10.:54 |
| Am Schönblick                 | 1971 ff.:84                                | | Nach Parzellierung des „Wolfshofs“ entstanden.:84 |
| Am Sperrbaum                  | 1935                                       | Schlagbaum:13 (früherer nördlicher Hauptzugang nach Honnef) oder „Spierlingsbaum“ (Vogelbeerbaum):79                                                                                   | |
| Am Spitzenbach                |                                            | Möschbach (im Unterlauf Spitzenbach), auf Höhe der Straße unterirdisch geführt | Rommer(s)gasse:11 („Rommersdorfer Gasse“):62, von 1906 bis 1946 Göringallee nach Matthias H. Göring (1823–1916), Ehrenbürger, Bauherr der nördlich der Straße gelegenen Villa Göring. 1933 und 1950/51 straßenmäßig ausgebaut.                                                |
| Am Weiher                     | 1955                                       | ehemaliger Lohfelder Weiher | |
| Am Wolfshof                   |                                            | „Wolfshof“ (nach einem Besitzer des Anwesens in den Jahren 1836–1855), 1693 erstmals erwähnt, 1971 abgebrochen:84                                                                      | Bis 1952 Selhofer Straße.:264:84 |
| Am Zehnthof                   | 1966                                       | ehemaliger Zehnthof der Jesuiten:74 | |
| Am Zoperich                   | 1935                                       | „Zu-Berg“ (Zubehör des Breibergs):128 | |
| An der Zickelburg             | 1974/1975                                  | Gewann-Name:134; Zickelburg, Voranhöhe des Rheinwesterwälder Vulkanrückens | |
| An St. Göddert                | 1952                                       | dem hl. Godehard geweihte Kirche des untergegangenen Ortes Reitersdorf:44:10 | |
| Annapfad                      |                                            | Freiin Anna von Proff-Irnich (1819–1908) | |
| Annaplatz                     | um 1968                                    | Heilige Anna, Patronin der Annakapelle | Kein amtlicher Straßenname. 1969/70 neugestaltet. |
| Auf dem Pompbeuel             |                                            | Gewann-Name („Auf dem Brückenhügel“ oder „Pumpe“):83 f. | |
| Auf dem Rüdel                 | 1920er-Jahre                               | Gewann-Name (=„Rote Erdart“, rot gefärbter Boden auf der Südseite des Rhöndorfer Tals):94                                                                                              | |
| Auf der Helte                 |                                            | Flurname | Bis 1960 Selhofer Straße. |
| Auf Penaten                   | ca. 2014                                   | Fabrik zur Herstellung der Penaten-Creme auf dem Gelände | |
| August-Lepper-Straße          |                                            | August Lepper (1873–1931), Gründer der gleichnamigen Firma | Lohfelder Straße und Parallelweg (nördlich bzw. südlich des ehemaligen Bahnübergangs am ABB-Werk). Nördliches Teilstück bis zum Bahnhofsvorplatz 1958/59 angelegt. |
| Austraße                      |                                            | Gewann-Name „In der Au“:146, Grünzone aus Äckern und Obstgärten:58 | Augasse:16:146 1951 als damalige Hauptzufahrt zur Insel Grafenwerth ausgebaut und verbreitert. Westliches Teilstück heute durch Bundesstraße 42 abgetrennt und als Untere Steinstraße ausgeschildert.                                                                         |
| Bahnhofstraße                 |                                            | | Sandweg („Sampig“):16:38 1919/20 an der unteren Ohbach-Mühle (Einmündung Steinstraße) verbreitert.:154 |
| Bellevue                      | um 2010                                    | Ehemaliges Hotel Bellevue | Ehemalige Adresse des Hotels: Karl-Broel-Straße 41–43. |
| Berck-sur-Mer-Straße          | 1990er Jahre                               | Berck, französische Partnergemeinde Bad Honnefs. | |
| Bergstraße                    |                                            | Zur Löwenburg führende Straße.:82 | Berggasse:15 1890–91 oberer Teil als Zufahrtsstraße nach Hohenhonnef angelegt und 1912–14 verlegt. |
| Berliner Straße               |                                            | | Bis 1972 Römerstraße und Hüllenweg. |
| Bernhard-Klein-Straße         | 1872 (als Fußweg), 1899 (als Straße); 1900 | Bernhard Wilhelm Klein (* 1845), Hotelier | Oberer Teil erst 1935 ausgebaut und benannt. |
| Beueler Kreuz                 |                                            | Wegekreuz („Beueler Kreuz“):88 | Bis 1970 Aegidienberger Straße. |
| Beueler Straße                |                                            | ehemalige Honschaft Beuel | Vom Ohbach bis zur Kapellenstraße Nüssgesgasse (Familie Nüssgen):18 |
| Birkenweg                     | 1966                                       | | auf ehemaligem Parkgrundstück der Villa Pollier (später Bedorf) entstanden |
| Bismarckstraße                | vor 1739; vor 1875                         | Otto von Bismarck (1815–1898), erster Reichskanzler des Deutschen Reiches | Bis etwa 1880/85 Schleufenstraße. |
| Böckingstraße                 | 1966                                       | Dorothea Elisabeth „Elly“ Böcking (* 1840), Stifterin des unterhalb gelegenen Hölterhoffstifts                                                                                         | |
| Bondorfer Straße              |                                            | ehemalige Honschaft Bondorf | |
| Brieberichweg                 |                                            | Breiberg (im Volksmund „Bri(e)berich“) | |
| Brunnenstraße                 | vor 1904                                   | | |
| Buchenweg                     | 1966:112                                   | | auf ehemaligem Parkgrundstück der Villa Pollier (später Bedorf) entstanden:112 |
| Clemens-Adams-Straße          |                                            | Clemens Joseph Adams (1831–1876), Honnefs erster Bürgermeister (1862–1876) nach der Stadtwerdung 1862:62                                                                               | Schießgraben (Übungsort der „Kugelschützen“ des Amtes Löwenburg):62:14, bis 1933 Clemensstraße |
| Dellenweg                     | 1925; vor 1924                             | flaches Tal | Vollständiger straßenmäßiger Ausbau erst nach 1927. Erste Wohnhäuser 1934 errichtet, unterer Teil in den 1950er Jahren bebaut. |
| Drachenfelsstraße             |                                            | Drachenfels, Berg im Siebengebirge | Südteil zwischen Rhöndorfer und Löwenburgstraße bis 1925 Löwenburger Straße. Bis 1961 Drachenfelser Straße. |
| Dr.-Fritz-Lohmüller-Straße    | 1961                                       | Friedrich Wilhelm „Fritz“ Lohmüller (1878–1957), Arzt aus Köln | |
| Drieschweg                    |                                            | Flurname „Im Driesch“ (=Brachland):126 | östliches Straßenende vor 1998 beim Bau des Gewerbegebietes Bad Honnef-Süd nach Norden verlegt |
| Eichenweg                     | 1966                                       | | auf ehemaligem Parkgrundstück der Villa Pollier (später Bedorf) entstanden |
| Eulenhardtweg                 | 1935                                       | | |
| Feilweg                       | 1963; 1678:81                              | „Pfad zwischen Weingärten“:81, 101 | Veylstraße (1560):81 |
| Floßweg                       | 1921:119                                   | | Bis 1925 Grüner Weg, noch früher Gerichtsweg (Jesuitenkarte 1749).:112 1925 ausgebaut. |
| Flutgraben                    |                                            | Abzugsgraben zum Rhein für Regenwasser bei Überflutung von Feldern und Weingärten (Gewann-Name „Flutfloß“):142, 172                                                                    | |
| Frankenweg                    |                                            | frühfränkischer Begräbnisplatz zwischen den Häusern Nr. 56 und 60:59:18 f. | Bis 1935 in Rhöndorf Clarastraße, anschließend Adolf-Hitler-Straße, heutiger Name seit 1946:128. Ältester Verkehrsweg zwischen Rhöndorf und Honnef. |
| Franzjosef-Schneider-Straße   | vor 1950                                   | Franzjosef Schneider (1888–1972), Honnefer Heimatdichter | Bis 1971 Verbindungsweg, anschließend bis 1976 Freudeblömcheweg. 1971 ausgebaut. |
| Franz-Xaver-Trips-Platz       |                                            | Franz Xaver Trips (1630–1696), Ortschronist, 1670–1696 Pfarrer in Honnef | (Krieger)Denkmalplatz |
| Friedrichstraße               | 1890                                       | | ursprünglich als Privatstraße entstanden |
| Fuchshardtweg                 | 1932                                       | Gewann-Name „In der Fuchshardt“ (=Fuchswald):162 (vgl. Fuchshardtkapelle) | |
| Fuckengasse                   | vor 1904                                   | Gewann-Name („Fuck“=Brunnen am Annapfad und Bischofshof):37:150 | |
| Gartenstraße                  |                                            | | Bis 1935 Neue Straße, anschließend Klaus-Clemens-Straße. |
| Girardetallee                 | 1911                                       | Wilhelm Girardet (1838–1918), Verleger, Ehrenbürger der Stadt | Angelegt als Zufahrt zur neuen Inselbrücke Grafenwerth. 1959 Bahnübergang aufgehoben. |
| Göttchesplatz                 |                                            | Verballhornung aus „Gotteshaus“ (früher hier gelegene Sakramentskapelle Domus Dei):64:14                                                                                               | Aichamtsplatz (bis 1933):245, Göttchesmarkt:14, Kirschenmarkt (19. Jahrhundert).:64:245 Früher Ausrichtungsort von Markt und Kirmes.:64:245 |
| Göttchesweg                   | 1932                                       | Auf den Göttchesplatz zuführende Straße. | |
| Grabenstraße                  |                                            | vermutlich Gräben einer alten Befestigungsanlage:55 | Tösche Grave („zwischen Gräben“):55, später bis zum straßenmäßigen Ausbau Mitte der 1920er-Jahre Grabengasse |
| Heckenstraße                  | 1954                                       | | |
| Im Blümeling                  | 1973–1975                                  | Gewann-Name („Auf der Wiese“):127 | |
| Im Gier                       | 1920er Jahre:119                           | altgermanischer Wurfspeer Ger, schmales Geländestück | Ab 1938 Horst-Wessel-Straße. |
| Im Klostergarten              | 2007/2008                                  | ehemaliges Kloster „Heiligkreuz“ | auf ehemaligem Gelände von „Haus Nazareth“ (2006 abgebrochen) |
| Im Krahfuß                    |                                            | Gewann-Name „Am Krahfuß“ (=„Am Krähenfuß“ für Hahnenfuß):84, 130 | |
| Im Malerwinkel                | 1961                                       | | |
| Im Rauhen Graben              |                                            | Gewann-Name (rauh=„unwirtlich“):138 | Bis 1958 Selhofer Straße. |
| Im Rosenfeld                  | 2010–2012                                  | | Gemeindeverbindungsstraße nach Rheinbreitbach („Drieschweg-Anbindung“ zur Bundesstraße 42) |
| Im Wingert                    | 1974/1975                                  | Gewann-Name (=„Im Weinberg“) | |
| In der Eichas                 |                                            | Gewann-Name:106 | Eichaspfad (1678):106 |
| Joseph-Brungs-Straße          | 1999                                       | Johann Joseph Brungs (1853–1942), Autor der ersten stadtgeschichtlichen Darstellung von Honnef                                                                                         | |
| Kapellenstraße                |                                            | Martinskapelle | |
| Kardinal-Frings-Straße        | 1982                                       | Joseph Frings (1887–1978), Erzbischof von Köln, wohnte in den Kriegsjahren 1941–1945 mehrfach in Honnef                                                                                | |
| Karlstraße                    |                                            | Freiherr Carl Theodor von Proff-Irnich (1767–1850), der hier Grundbesitz hatte | Weiherstraße:20 |
| Karl-Broel-Straße             | vor 1889                                   | Karl Broel (1882–1920), Stadtverordneter und Besitzer des Weinguts Broel | Rheingasse, bis 1921 Poststraße. 1908/09 Bahnübergang durch Straßenunterführung ersetzt. |
| Karl-Simrock-Straße           |                                            | Karl Simrock (1802–1876), Dichter und Philologe, lebte in Menzenberg | Bis 1932 Menzenberger Straße. |
| Kastanienweg                  | 1966:112                                   | | auf ehemaligem Parkgrundstück der Villa Pollier (später Bedorf) entstanden:112 |
| Kiefernweg                    | 1966:112                                   | | auf ehemaligem Parkgrundstück der Villa Pollier (später Bedorf) entstanden:112 |
| Kirchplatz                    |                                            | | 1957 Bau der Treppenanlage an der Nordseite des Platzes, 1962 gepflastert, 1971 umfassende Neugestaltung. |
| Kirchstraße                   |                                            | Pfarrkirche St. Johann Baptist | Bis zur zweiten Hälfte des 19. Jahrhunderts zwischen Kirche und Hauptstraße die Straße oder Kirchgasse:81, zwischen Hauptstraße und Mülheimer Straße die Gasse.:17 Nahm bis zum Bau der Linzer Straße 1851/52 den Hauptverbindungsweg Richtung Rheinbreitbach auf.:118        |
| Königin-Sophie-Straße         | 1901                                       | Sophia von Nassau (1836–1913), Königin von Schweden und Königin von Norwegen, hatte ihre Sommerresidenz von 1892 bis 1906 in Honnef                                                    | Nach 1937 teilweise Langemarckstraße. Ab 1925 anstelle eines vormaligen Gässchens zur Wilhelmstraße verlängert. |
| Konrad-Adenauer-Straße        |                                            | Konrad Adenauer (1876–1967), erster deutscher Bundeskanzler, wohnte an der Straße | Bis 1964 Zennigsweg. Umbenennung anlässlich des 88. Geburtstags von Konrad Adenauer. |
| Krachsnußbaumweg              |                                            | Gewann-Name (zur Familie „Krahe“, „Krachs“, „Krechen“ gehörender Nußbaum):129, 148 | |
| Kreuzweidenstraße             |                                            | | Bis etwa 1690 Krell(e)swieden (Weidenart längs eines Wassergrabens). (Um)Benennung durch den Pfarrer Franz Xaver Trips (1672–1696).:160 |
| Lichweg                       | vor 1831:130                               | möglicherweise „ehedem durch Niederwald führender Weg“:130 f. | Erst ab Mitte der 1950er-Jahre bebaut. |
| Limbicher Weg                 | vor 1913                                   | Gewann-Name („Lindenbach“ oder „Bach, an dem Lindenbast zum Flechten gewonnen wird“):140                                                                                               | Erst ab Mitte der 1930er-Jahre bebaut, ab 1939/40 mit Hausnummern. |
| Linzer Straße                 | 1851/1852:118                              | In Richtung der Stadt Linz am Rhein führende Straße. | Bis 1851 Fortsetzung der Gasse als schmaler Feldweg.:82 |
| Lohfelder Straße              |                                            | Den Ortsteil Lohfeld durchquerende Straße. | Bis 1972 im Bereich des heutigen ABB-Werks und nördlich Eisenbahnstraße, nach dem Ausbau und der Neutrassierung dieses Teilstücks August-Lepper-Straße. |
| Lohmarstraße                  |                                            | Wilhelm Lohmar, Eigentümer und Ausbauer der Straße | Bis 1888 Aloisstraße (nach Alois Göddert). |
| Löwenburgstraße               |                                            | Durch das Rhöndorfer Tal zur Löwenburg hinaufführende Straße. | Westlich der Drachenfelsstraße bis 1925 Mittelstraße. Bis 1961 Löwenburger Straße. |
| Luisenstraße                  | 1892:63                                    | | |
| Markt                         |                                            | | In seiner heutigen Form auf den Wiederaufbau nach dem Großbrand von 1689 zurückgehend, zuvor kleiner mit dichterer Bebauung.:12 |
| Meisenweg                     | 1961                                       | | Bereits 1958 als „Projektstraße Hy“ bestehend. |
| Meßbeuel                      |                                            | „Misthügel“ (Abladeort für Düngemist der Winzer):37 f. | |
| Moltkestraße                  | 1899                                       | Helmuth von Moltke (1800–1891), preußischer Generalfeldmarschall | Bis 1901 Gerkestraße. |
| Mucherwiesenweg               |                                            | Gewann-Name „In der Mucherwiese“ (=„feuchtes, sumpfiges Gelände“, „kleiner gelichteter Wald“ oder „Ort im Verborgenen“):126, 145                                                       | |
| Mühlenpfad                    | 1971 ff.:84                                | untere Mühle am Ohbach:38 | Nach Parzellierung des „Wolfshofs“ entstanden.:84 |
| Mülheimer Straße              |                                            | ehemalige Honschaft Mülheim | Zwischen Kirchstraße und Bachstraße im Mittelalter Begingestraß (Beginen), später Am Bischofshof.:16 Seit 2004 zwischen Linzer Straße und Hauptstraße Teilstück der Landesstraße 144.                                                                                         |
| Nachtigallenweg               |                                            | „Nachtigallenwäldchen“:130 | Nachtigallenpfad |
| Petersbergstraße              | 1955                                       | | |
| Pfannenschuppenweg            | vor 1904                                   | an der Straße gelegener, zu einer Dachziegelei gehörender Schuppen für Dachpfannen („Pfannenschuppen“); 1985 Abbruch der Dachziegelei                                                  | Pfannenschuppenstraße Westliches Straßenstück 1955/56 durch den Bau der Umgehungsstraße abgetrennt. |
| Quellenstraße                 | 1960/1961                                  | | |
| Reichenberger Straße          |                                            | Reichenberger Höhe, Randanhöhe des Siebengebirges | Karrenweg:117 |
| Reitersdorfer Straße          | 1948:130                                   | ehemalige Burg und Ortschaft Reitersdorf | |
| Rheingoldweg                  | 1930–1932                                  | Ehemaliges Restaurant „Rheingold“ unterhalb von Hohenhonnef.:141:130 | |
| Rheinpromenade                |                                            | | 1926 Anlage des Promenadenwegs, 1950 Ausbau des bergseitigen Parallelwegs an der Siebengebirgsbahn zwischen Endhaltestelle und Am Spitzenbach sowie 1997 von dort bis Rhöndorf zum Radweg.                                                                                    |
| Rhöndorfer Straße             |                                            | | 1906/07 Straße auf der Westseite der Marienkapelle neu angelegt und Bahnübergang „Am Steinchen“ durch Straßenunterführung ersetzt; 1928 Pflasterung und Verbreiterung zwischen Am Steinchen und Stadtgrenze Königswinter, 1930 zwischen Am Steinchen und Nachtigallenwäldchen |
| Rommersdorfer Straße          |                                            | ehemalige Honschaft Rommersdorf | Zwischen Bismarckstraße und Markt Lünnesgasse (verm. Personenname).:14:148 |
| Rosenweg                      | 1951/1952:122                              | | |
| Schaaffhausenstraße           |                                            | Hermann Schaaffhausen (1816–1893), Anthropologe, Besitzer der Villa Schaaffhausen | Bis 1956 Hermannstraße.:100, 129 |
| Schmelztalstraße              | 1853–1855                                  | Schmelztal | Bis 1970 Asbacher Straße. Teilstück der Landesstraße 144. |
| Schmerbachweg                 |                                            | Gewann-Name („Schmierbach“=Bach mit fettigem Wasser):137, 141, heute unterirdisch gefasster Bachlauf:86                                                                                | 1999 als Straße ausgebaut |
| Schülgenstraße                | 1903:271                                   | Geschwister bzw. Kaufmann:271 Schülgen, Stifter des anliegenden Krankenhauses | Bis 1903 auch Eichamtsstraße.:88 1964/65 Teilstück wegen Erweiterung des Krankenhauses verlegt. |
| Selhofer Straße               |                                            | Selhof, Stadtteil von Honnef | 1951 oberstes Teilstück als Zufahrtsstraße zur Jugendherberge angelegt |
| Servatiusweg                  |                                            | | Prozessionsweg zur Servatiuskapelle |
| Spießgasse                    |                                            | möglicherweise mittellateinisch spesa (=„Lebensunterhalt“, „an Arme verteilte Nahrung/Speise“) im Zusammenhang mit einem an der Straße gelegenen Hofzehnt- und späteren Klostergut:126 | |
| Stellweg                      |                                            | „Schneisenweg im Wald“ | |
| Steinstraße                   |                                            | Transportweg des abgebauten Gesteins u. a. vom Himmerich zu den Kränen und Kähnen am Rhein (heute Altarm):88                                                                           | Steinweg 1960 Bahnübergang aufgehoben. |
| Theodor-Waechter-Straße       | 1955                                       | Theodor Waechter (1858–1907), Bürgermeister von Honnef 1889–1907 | |
| Untere Steinstraße            | 1960                                       | | Angelegt aufgrund der Abtrennung des Hafenviertels Mülheim von der Steinstraße durch die Bundesstraße 42. |
| Von-Stauffenberg-Straße       | 1954                                       | Claus Schenk Graf von Stauffenberg (1907–1944), Offizier der Wehrmacht | |
| Weyermannallee                | 1897:55:83                                 | Franz und Walter Weyermann, Besitzer von Schloss Hagerhof:55 | |
| Wilhelmsau                    | 1950                                       | | |
| Wittichenauer Straße          | 1990er Jahre                               | Wittichenau, sächsische Partnerstadt Bad Honnefs. | |
| Wolkenburgstraße              | 1938                                       | Wolkenburg, Berg im Siebengebirge | |
| Zennigsweg                    |                                            | „Zehntweg“, Weg zur Zehntscheune der Honnefer Pfarrei:106, 166 | |
| Ziepchesplatz                 |                                            | Ziepchesbrunnen („Ziepe“=ständig fließender Brunnen) | |
| Zum Steinchen                 | 1937                                       | | |